# 리멤버러스
리멤버러스는 대한민국의 음악 그룹이다. 2013년 싱글 앨범 [Remember Us]로 데뷔했다.

## 방송
- 보이스 코리아 2020 (2020) - Top16